# Гайок (Маловільшанська сільська громада)
Гайо́к — село в Україні, у Білоцерківському районі Київської області. Населення становить 25 осіб. Входить до складу Маловільшанської сільської громади.

## Історія
Селов виникло у 1919 році. Як виселок під лісом, село було назване Гайок.
У березні 2011 року село стало газифікованим.

## Населення

### Мова
Розподіл населення за рідною мовою за даними перепису 2001 року:
| Мова       | Кількість | Відсоток |
| ---------- | --------- | -------- |
| українська | 28        | 100%     |